# Ventilație (arhitectură)

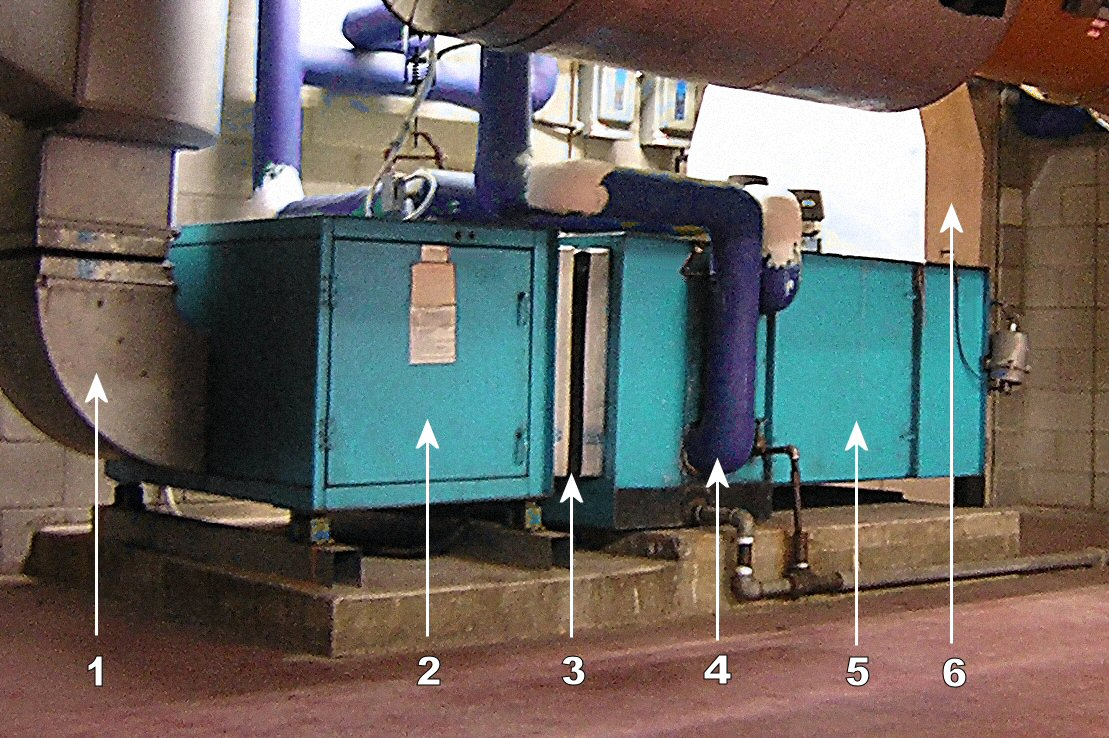
O unitate de recirculare a aerului este folosită pentru încălzirea și răcirea aerului într-o locație centrală

Ventilația  este procesul de schimbare sau înlocuirea a aerului într-un spațiu pentru a oferi înaltă calitate aerului din interior. Ventilația este utilizată pentru îndepărtarea de mirosuri neplăcute, fum, căldură și umiditate excesivă, a introduce aer din exterior, pentru a menține aerul circulant în interiorul clădirilor, și pentru a preveni stagnarea aerului interior.
Ventilația include atât schimbul de aer cu exteriorul, precum și circulația aerului în interiorul clădirii. Este unul dintre cei mai importanți factori pentru menținerea calității aerului într-un interior acceptabil în clădiri. Metode de ventilare-o clădire poate fi împărțit în forțat/mecanic  și ventilație naturală.
Metoda "mecanică" sau "forțată" de ventilație este utilizată pentru a controla calitatea aerului din interior. Excesul de umiditate, mirosuri, și contaminanți fizici din aer, poate fi adesea controlat prin diluarea sau înlocuirea lui cu aer din exterior. Cu toate acestea, într-un climat umed este necesară multă energie pentru a îndepărta excesul de umiditate din aerul de ventilat.
Ventilația crește necesarul de energie pentru încălzire sau răcire, cu toate acestea ventilația cu recuperarea căldurii poate fi utilizată pentru a atenua consumul de energie. Acest lucru implică schimb de căldură între aerul de intrare și ieșire. Ventilația cu recuperare de energie include suplimentar un schimb de umiditate.
Ventilațiile de bucătării și băi au de obicei nevoie de evacuare mecanică pentru a controla mirosurile și, uneori, umiditatea. Bucătăriile au probleme suplimentare pentru a face față, de exemlu. fumului și grăsimilor (a se vedea ventilație bucătărie). Factorii de proiectarea al unor astfel de sisteme, includ în calcul debitul (care este o funcție a vitezei ventilatoarelor și a mărimii gurii de evacuare) și nivelul de zgomot. În cazul în care conductele pentru aerisire traversează un spațiu neîncălzit (de exemplu, o mansarda), tubulatura trebuie să fie izolată, și pentru a preveni formarea condensului pe tubulatură. Ventilatoarele cu transmisie (evacuare) directă sunt disponibile pentru multe aplicații, și pot reduce necesitățile de întreținere.
Ventilatoarele de tavan  și cele de masă/podea fac să circule aerul într-o cameră, cu scopul de a reduce temperatura resimțită din cauza evaporării transpirației la nivelul pielii locatarilor. Deoarece aerul cald se ridică, ventilatoare de tavan pot fi utilizate pentru a păstra o cameră mai cald în timpul iernii, prin circularea aerului cald stratificat din tavan spre podea. Astfel de ventilatoare nu oferă o ventilație, definită ca fiind, introducerea de aer din exterior.
Ventilația naturală este aerisirea unei clădiri cu aer din exterior, fără a folosi un ventilator sau alt sistem mecanic. Aceasta poate fi realizată cu ferestre care se deschid sau guri de aerisire, atunci când spațiile pentru ventilare sunt mici și arhitectura permite.